# 大野幸
大野 幸（おおの さち、1998年12月23日 - ）は、日本のフリーアナウンサー。元ライムライト所属。

## 略歴
学生時代からの、女性ファッション誌『non-no』の読者モデル、
伊豆大島の観光大使第28代椿の女王、ケーブルテレビ局のキャスターなどの活動を経て、2022年4月からテレビ神奈川（tvk）「かながわ旬菜ナビ」の6代目旬菜キャッチャー（レポーター）として2年間出演した。
2024年4月末をもって所属していたライムライトを退所した。テレビの仕事からは離れるとしている。

## 人物
- 趣味は現地スポーツ観戦、読書、お笑いを観に行くこと、 ひとり映画。
- 特技はフラダンス、人の話を聞く。

## 出演

### テレビ
- CTK news&wide（コミュニティテレビこもろ）キャスター
- バゲット（2020年1月23日、日本テレビ）椿の女王としてゲスト出演[7]
- シャキット!（2020年1月24日、チバテレビ）[7]
- ただいま!テレビ（2022年1月19日、テレビ静岡）椿の女王としてゲスト出演[8]
- ちば朝ライブ モーニングこんぱす（チバテレビ）椿の女王としてゲスト出演
- かながわ旬菜ナビ（2022年4月3日[3] - 2024年3月31日[5]、tvk）- 6代目旬菜キャッチャー[4]

### ラジオ
- K-mix モーニング ラジラ（静岡エフエム放送）椿の女王としてゲスト出演